# Lac Filo Hua Hum
Le lac Filo Hua Hum, en Argentine, est un lac andin d'origine glaciaire situé au sud-ouest de la province de Neuquén, en Patagonie, dans le département de Lácar. 

## Description
Situé au sein des montagnes de la cordillère des Andes et de forme plus ou moins rectangulaire, il occupe une cuvette d'origine glaciaire, allongée d'ouest en est, à une quinzaine de kilomètres au nord du lac Traful. La zone située tout autour est en grande partie inhabitée. 
Sa surface se trouve à 890 mètres d'altitude.
Il se trouve à un peu plus de 35 kilomètres à vol d'oiseau au sud de la ville de San Martín de los Andes. Cette distance est de 55 km par la route. 

## Bassin hydrographique
Il fait partie du bassin hydrographique du río Negro.
Son principal tributaire est l'émissaire du lac Nuevo, río Filo Hua Hum Oeste qui venant du lac Nuevo, débouche au niveau de son extrémité ouest.
Son émissaire, le río Filo Hua Hum, prend naissance du côté est. Le lac est le dernier de la chaîne des quatre lacs alimentant ce río Filo Hua Hum et comprenant les lacs Villarino, Falkner, Nuevo et Filo Hua Hum. Le río Filo Hua Hum devient le río Caleufú après avoir conflué avec le río Meliquina venu du nord. C'est donc un sous-affluent du río Collón Curá, lui-même tributaire du río Limay.

## La pêche
La pêche sportive se pratique dans le lac, ainsi que dans son tributaire, le río Filo Hua Hum Oeste. Le lac est un des lieux préférés des pêcheurs, qui chaque année y vont dans le but de capturer 
des truites arc-en-ciel, des ombles de fontaine ou des truites fario. .